# 張仲謙
張仲謙（1522年—1607年），字士益，直隸松江府上海縣民籍華亭縣人，明朝政治人物。南京兵部尚書張鎣的玄孫。

## 生平
嘉靖二十五年（1546年）丙午科應天府鄉試第一百十名舉人。嘉靖三十八年（1559年）中式己未科會試第二十四名，二甲第十五名進士。授兵部职方司主事，升武库司员外郎、郎中，历官湖广布政司左参议，隆慶三年（1569年）十一月升江西按察司副使，六年四月升雲南右参政。
萬曆五年（1577年）十二月復除山东左参政，七年八月升山东按察使，八年正月考察去职。年八十六卒。

## 家族
曾祖張㫤，州判官；祖父張岦，府通判；父張朝封，號磊塘，隆庆三年（1569年）封朝議大夫湖廣左參議；母王氏，封太恭人。重庆下。